# Vedapatti
Vedapatti es una ciudad y nagar Panchayat situada en el distrito de Coimbatore en el estado de Tamil Nadu (India). Su población es de 11658 habitantes (2011). Se encuentra a 7 km de Coimbatore.

## Demografía
Según el censo de 2011 la población de Vedapatti era de 11658 habitantes, de los cuales 5758 eran hombres y 5900 eran mujeres. Vedapatti tiene una tasa media de alfabetización del 81,35%, superior a la media estatal del 80,09%: la alfabetización masculina es del 89,09%, y la alfabetización femenina del 75,77%.